# Tirrenosiro axeli
Espèce
Tirrenosiro axeli est une espèce d'opilions cyphophthalmes de la famille des Parasironidae.

## Distribution
Cette espèce est endémique du Latium en Italie.  Elle se rencontre sur le mont Circé.

## Description
La femelle holotype mesure 1,35 mm

## Systématique et taxinomie
Cette espèce a été décrite par Karaman, Mitov et Snegovaya en 2024.

## Étymologie
Cette espèce est nommée en l'honneur d'Axel L. Schönhofer. 

## Publication originale
- Karaman, Mitov & Snegovaya 2024 : « Parasironidae fam. nov., a Cimmerian lineage of Mediterranean Cyphophthalmi (Opiliones), with the description of three new genera and four new species. » European Journal of Taxonomy, vol. 921, p. 173–209 (texte intégral).